# Table de finale
|   | a | b | c | d | e | f | g | h |   |
| 8 | Pion noir sur case blanche h7 · Roi noir sur case noire g3 · Cavalier blanc sur case blanche b1 · Roi blanc sur case noire e1 · Cavalier blanc sur case noire g1 | Pion noir sur case blanche h7 · Roi noir sur case noire g3 · Cavalier blanc sur case blanche b1 · Roi blanc sur case noire e1 · Cavalier blanc sur case noire g1 | Pion noir sur case blanche h7 · Roi noir sur case noire g3 · Cavalier blanc sur case blanche b1 · Roi blanc sur case noire e1 · Cavalier blanc sur case noire g1 | Pion noir sur case blanche h7 · Roi noir sur case noire g3 · Cavalier blanc sur case blanche b1 · Roi blanc sur case noire e1 · Cavalier blanc sur case noire g1 | Pion noir sur case blanche h7 · Roi noir sur case noire g3 · Cavalier blanc sur case blanche b1 · Roi blanc sur case noire e1 · Cavalier blanc sur case noire g1 | Pion noir sur case blanche h7 · Roi noir sur case noire g3 · Cavalier blanc sur case blanche b1 · Roi blanc sur case noire e1 · Cavalier blanc sur case noire g1 | Pion noir sur case blanche h7 · Roi noir sur case noire g3 · Cavalier blanc sur case blanche b1 · Roi blanc sur case noire e1 · Cavalier blanc sur case noire g1 | Pion noir sur case blanche h7 · Roi noir sur case noire g3 · Cavalier blanc sur case blanche b1 · Roi blanc sur case noire e1 · Cavalier blanc sur case noire g1 | 8 |
| 7 | Pion noir sur case blanche h7 · Roi noir sur case noire g3 · Cavalier blanc sur case blanche b1 · Roi blanc sur case noire e1 · Cavalier blanc sur case noire g1 | Pion noir sur case blanche h7 · Roi noir sur case noire g3 · Cavalier blanc sur case blanche b1 · Roi blanc sur case noire e1 · Cavalier blanc sur case noire g1 | Pion noir sur case blanche h7 · Roi noir sur case noire g3 · Cavalier blanc sur case blanche b1 · Roi blanc sur case noire e1 · Cavalier blanc sur case noire g1 | Pion noir sur case blanche h7 · Roi noir sur case noire g3 · Cavalier blanc sur case blanche b1 · Roi blanc sur case noire e1 · Cavalier blanc sur case noire g1 | Pion noir sur case blanche h7 · Roi noir sur case noire g3 · Cavalier blanc sur case blanche b1 · Roi blanc sur case noire e1 · Cavalier blanc sur case noire g1 | Pion noir sur case blanche h7 · Roi noir sur case noire g3 · Cavalier blanc sur case blanche b1 · Roi blanc sur case noire e1 · Cavalier blanc sur case noire g1 | Pion noir sur case blanche h7 · Roi noir sur case noire g3 · Cavalier blanc sur case blanche b1 · Roi blanc sur case noire e1 · Cavalier blanc sur case noire g1 | Pion noir sur case blanche h7 · Roi noir sur case noire g3 · Cavalier blanc sur case blanche b1 · Roi blanc sur case noire e1 · Cavalier blanc sur case noire g1 | 7 |
| 6 | Pion noir sur case blanche h7 · Roi noir sur case noire g3 · Cavalier blanc sur case blanche b1 · Roi blanc sur case noire e1 · Cavalier blanc sur case noire g1 | Pion noir sur case blanche h7 · Roi noir sur case noire g3 · Cavalier blanc sur case blanche b1 · Roi blanc sur case noire e1 · Cavalier blanc sur case noire g1 | Pion noir sur case blanche h7 · Roi noir sur case noire g3 · Cavalier blanc sur case blanche b1 · Roi blanc sur case noire e1 · Cavalier blanc sur case noire g1 | Pion noir sur case blanche h7 · Roi noir sur case noire g3 · Cavalier blanc sur case blanche b1 · Roi blanc sur case noire e1 · Cavalier blanc sur case noire g1 | Pion noir sur case blanche h7 · Roi noir sur case noire g3 · Cavalier blanc sur case blanche b1 · Roi blanc sur case noire e1 · Cavalier blanc sur case noire g1 | Pion noir sur case blanche h7 · Roi noir sur case noire g3 · Cavalier blanc sur case blanche b1 · Roi blanc sur case noire e1 · Cavalier blanc sur case noire g1 | Pion noir sur case blanche h7 · Roi noir sur case noire g3 · Cavalier blanc sur case blanche b1 · Roi blanc sur case noire e1 · Cavalier blanc sur case noire g1 | Pion noir sur case blanche h7 · Roi noir sur case noire g3 · Cavalier blanc sur case blanche b1 · Roi blanc sur case noire e1 · Cavalier blanc sur case noire g1 | 6 |
| 5 | Pion noir sur case blanche h7 · Roi noir sur case noire g3 · Cavalier blanc sur case blanche b1 · Roi blanc sur case noire e1 · Cavalier blanc sur case noire g1 | Pion noir sur case blanche h7 · Roi noir sur case noire g3 · Cavalier blanc sur case blanche b1 · Roi blanc sur case noire e1 · Cavalier blanc sur case noire g1 | Pion noir sur case blanche h7 · Roi noir sur case noire g3 · Cavalier blanc sur case blanche b1 · Roi blanc sur case noire e1 · Cavalier blanc sur case noire g1 | Pion noir sur case blanche h7 · Roi noir sur case noire g3 · Cavalier blanc sur case blanche b1 · Roi blanc sur case noire e1 · Cavalier blanc sur case noire g1 | Pion noir sur case blanche h7 · Roi noir sur case noire g3 · Cavalier blanc sur case blanche b1 · Roi blanc sur case noire e1 · Cavalier blanc sur case noire g1 | Pion noir sur case blanche h7 · Roi noir sur case noire g3 · Cavalier blanc sur case blanche b1 · Roi blanc sur case noire e1 · Cavalier blanc sur case noire g1 | Pion noir sur case blanche h7 · Roi noir sur case noire g3 · Cavalier blanc sur case blanche b1 · Roi blanc sur case noire e1 · Cavalier blanc sur case noire g1 | Pion noir sur case blanche h7 · Roi noir sur case noire g3 · Cavalier blanc sur case blanche b1 · Roi blanc sur case noire e1 · Cavalier blanc sur case noire g1 | 5 |
| 4 | Pion noir sur case blanche h7 · Roi noir sur case noire g3 · Cavalier blanc sur case blanche b1 · Roi blanc sur case noire e1 · Cavalier blanc sur case noire g1 | Pion noir sur case blanche h7 · Roi noir sur case noire g3 · Cavalier blanc sur case blanche b1 · Roi blanc sur case noire e1 · Cavalier blanc sur case noire g1 | Pion noir sur case blanche h7 · Roi noir sur case noire g3 · Cavalier blanc sur case blanche b1 · Roi blanc sur case noire e1 · Cavalier blanc sur case noire g1 | Pion noir sur case blanche h7 · Roi noir sur case noire g3 · Cavalier blanc sur case blanche b1 · Roi blanc sur case noire e1 · Cavalier blanc sur case noire g1 | Pion noir sur case blanche h7 · Roi noir sur case noire g3 · Cavalier blanc sur case blanche b1 · Roi blanc sur case noire e1 · Cavalier blanc sur case noire g1 | Pion noir sur case blanche h7 · Roi noir sur case noire g3 · Cavalier blanc sur case blanche b1 · Roi blanc sur case noire e1 · Cavalier blanc sur case noire g1 | Pion noir sur case blanche h7 · Roi noir sur case noire g3 · Cavalier blanc sur case blanche b1 · Roi blanc sur case noire e1 · Cavalier blanc sur case noire g1 | Pion noir sur case blanche h7 · Roi noir sur case noire g3 · Cavalier blanc sur case blanche b1 · Roi blanc sur case noire e1 · Cavalier blanc sur case noire g1 | 4 |
| 3 | Pion noir sur case blanche h7 · Roi noir sur case noire g3 · Cavalier blanc sur case blanche b1 · Roi blanc sur case noire e1 · Cavalier blanc sur case noire g1 | Pion noir sur case blanche h7 · Roi noir sur case noire g3 · Cavalier blanc sur case blanche b1 · Roi blanc sur case noire e1 · Cavalier blanc sur case noire g1 | Pion noir sur case blanche h7 · Roi noir sur case noire g3 · Cavalier blanc sur case blanche b1 · Roi blanc sur case noire e1 · Cavalier blanc sur case noire g1 | Pion noir sur case blanche h7 · Roi noir sur case noire g3 · Cavalier blanc sur case blanche b1 · Roi blanc sur case noire e1 · Cavalier blanc sur case noire g1 | Pion noir sur case blanche h7 · Roi noir sur case noire g3 · Cavalier blanc sur case blanche b1 · Roi blanc sur case noire e1 · Cavalier blanc sur case noire g1 | Pion noir sur case blanche h7 · Roi noir sur case noire g3 · Cavalier blanc sur case blanche b1 · Roi blanc sur case noire e1 · Cavalier blanc sur case noire g1 | Pion noir sur case blanche h7 · Roi noir sur case noire g3 · Cavalier blanc sur case blanche b1 · Roi blanc sur case noire e1 · Cavalier blanc sur case noire g1 | Pion noir sur case blanche h7 · Roi noir sur case noire g3 · Cavalier blanc sur case blanche b1 · Roi blanc sur case noire e1 · Cavalier blanc sur case noire g1 | 3 |
| 2 | Pion noir sur case blanche h7 · Roi noir sur case noire g3 · Cavalier blanc sur case blanche b1 · Roi blanc sur case noire e1 · Cavalier blanc sur case noire g1 | Pion noir sur case blanche h7 · Roi noir sur case noire g3 · Cavalier blanc sur case blanche b1 · Roi blanc sur case noire e1 · Cavalier blanc sur case noire g1 | Pion noir sur case blanche h7 · Roi noir sur case noire g3 · Cavalier blanc sur case blanche b1 · Roi blanc sur case noire e1 · Cavalier blanc sur case noire g1 | Pion noir sur case blanche h7 · Roi noir sur case noire g3 · Cavalier blanc sur case blanche b1 · Roi blanc sur case noire e1 · Cavalier blanc sur case noire g1 | Pion noir sur case blanche h7 · Roi noir sur case noire g3 · Cavalier blanc sur case blanche b1 · Roi blanc sur case noire e1 · Cavalier blanc sur case noire g1 | Pion noir sur case blanche h7 · Roi noir sur case noire g3 · Cavalier blanc sur case blanche b1 · Roi blanc sur case noire e1 · Cavalier blanc sur case noire g1 | Pion noir sur case blanche h7 · Roi noir sur case noire g3 · Cavalier blanc sur case blanche b1 · Roi blanc sur case noire e1 · Cavalier blanc sur case noire g1 | Pion noir sur case blanche h7 · Roi noir sur case noire g3 · Cavalier blanc sur case blanche b1 · Roi blanc sur case noire e1 · Cavalier blanc sur case noire g1 | 2 |
| 1 | Pion noir sur case blanche h7 · Roi noir sur case noire g3 · Cavalier blanc sur case blanche b1 · Roi blanc sur case noire e1 · Cavalier blanc sur case noire g1 | Pion noir sur case blanche h7 · Roi noir sur case noire g3 · Cavalier blanc sur case blanche b1 · Roi blanc sur case noire e1 · Cavalier blanc sur case noire g1 | Pion noir sur case blanche h7 · Roi noir sur case noire g3 · Cavalier blanc sur case blanche b1 · Roi blanc sur case noire e1 · Cavalier blanc sur case noire g1 | Pion noir sur case blanche h7 · Roi noir sur case noire g3 · Cavalier blanc sur case blanche b1 · Roi blanc sur case noire e1 · Cavalier blanc sur case noire g1 | Pion noir sur case blanche h7 · Roi noir sur case noire g3 · Cavalier blanc sur case blanche b1 · Roi blanc sur case noire e1 · Cavalier blanc sur case noire g1 | Pion noir sur case blanche h7 · Roi noir sur case noire g3 · Cavalier blanc sur case blanche b1 · Roi blanc sur case noire e1 · Cavalier blanc sur case noire g1 | Pion noir sur case blanche h7 · Roi noir sur case noire g3 · Cavalier blanc sur case blanche b1 · Roi blanc sur case noire e1 · Cavalier blanc sur case noire g1 | Pion noir sur case blanche h7 · Roi noir sur case noire g3 · Cavalier blanc sur case blanche b1 · Roi blanc sur case noire e1 · Cavalier blanc sur case noire g1 | 1 |
|   | a | b | c | d | e | f | g | h |   |

Une table de finale (en anglais : endgame tablebase) est une base de données informatisée qui contient une analyse exhaustive et précalculée des positions de fins de partie du jeu d'échecs. Elle est généralement utilisée par un moteur d'échecs informatique pendant le jeu, ou par un humain ou un ordinateur qui analyse rétrospectivement une partie qui a déjà été jouée.
La table de finale contient des positions de finales et leur évaluation (partie nulle, ou distance jusqu'au mat). Ainsi, on peut chercher à atteindre une position donnée ou à l'éviter. Les moteurs d'échecs (programmes d'échecs, comme Stockfish) peuvent s'en servir pour assurer leurs fins de parties avec le meilleur résultat possible.
De telles bases de données de finales sont générées en utilisant une forme d'analyse rétrograde : les positions de trois pièces sont utilisées pour l'analyse des positions de quatre pièces, ces dernières participent à la génération de celles de cinq pièces, etc.

## Tables de finales disponibles

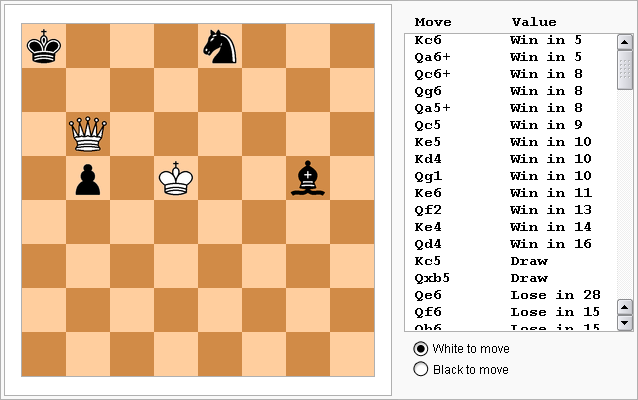
Une interface typique pour interroger une table de finale.

Ken Thompson, peut-être plus connu comme concepteur clé du système d'exploitation UNIX, est un pionnier en ce domaine ; au fil du temps, d'autres formats ont vu le jour, comme les tablebases de Steven J. Edwards, la De Koning Endgame Database (2002) et les Tablebases d'Eugene Nalimov (en). On a ainsi les tables suivantes :
- Thompson : renvoient la distance à la promotion sans évaluation (gain, nulle ou défaite). Elles sont difficilement utilisables compressées.
- Edwards : renvoient la distance au mat. Elles sont volumineuses.
- Nalimov : renvoient la distance au mat. Elles sont utilisables car compressées.

Les tables de Nalimov sont les plus répandues. Étant libres, la plupart des programmes les utilisent : Crafty, Shredder, Fritz, etc. La prise en passant est considérée mais par contre, le roque et la règle des cinquante coups sont ignorés.
En 2012, les finales de sept pièces et moins ont été calculées par le département de science informatique de l'université de Moscou, sur un ordinateur appelé Lomonosov (en russe ломоносов). C'est pourquoi elles sont appelées « Tables de Lomonosov »[réf. souhaitée].
Toutefois, le jeu d'échecs peut difficilement être « résolu » par ce biais, le nombre total des positions légales du jeu d'échecs étant estimé à {\displaystyle 1{,}8\cdot 10^{46}},.

## Mémoires de stockage
- Jusqu'à 5 pièces : 938,39 Mo (Syzygy Endgame Tablebases)[réf. souhaitée].
- Jusqu'à 6 pièces : 1 153 Go[6].
- Jusqu'à 7 pièces : 140 To (Lomonosov Tablebases), 1 To (Syzygy Endgame Tablebases)[réf. souhaitée].

## Exemple d'utilisation en 1999
|   | a | b | c | d | e | f | g | h |   |
| 8 | Roi blanc sur case noire g7 · Pion blanc sur case blanche g6 · Pion noir sur case blanche d5 · Dame blanche sur case noire d4 · Dame noire sur case blanche f3 · Roi noir sur case blanche b1 | Roi blanc sur case noire g7 · Pion blanc sur case blanche g6 · Pion noir sur case blanche d5 · Dame blanche sur case noire d4 · Dame noire sur case blanche f3 · Roi noir sur case blanche b1 | Roi blanc sur case noire g7 · Pion blanc sur case blanche g6 · Pion noir sur case blanche d5 · Dame blanche sur case noire d4 · Dame noire sur case blanche f3 · Roi noir sur case blanche b1 | Roi blanc sur case noire g7 · Pion blanc sur case blanche g6 · Pion noir sur case blanche d5 · Dame blanche sur case noire d4 · Dame noire sur case blanche f3 · Roi noir sur case blanche b1 | Roi blanc sur case noire g7 · Pion blanc sur case blanche g6 · Pion noir sur case blanche d5 · Dame blanche sur case noire d4 · Dame noire sur case blanche f3 · Roi noir sur case blanche b1 | Roi blanc sur case noire g7 · Pion blanc sur case blanche g6 · Pion noir sur case blanche d5 · Dame blanche sur case noire d4 · Dame noire sur case blanche f3 · Roi noir sur case blanche b1 | Roi blanc sur case noire g7 · Pion blanc sur case blanche g6 · Pion noir sur case blanche d5 · Dame blanche sur case noire d4 · Dame noire sur case blanche f3 · Roi noir sur case blanche b1 | Roi blanc sur case noire g7 · Pion blanc sur case blanche g6 · Pion noir sur case blanche d5 · Dame blanche sur case noire d4 · Dame noire sur case blanche f3 · Roi noir sur case blanche b1 | 8 |
| 7 | Roi blanc sur case noire g7 · Pion blanc sur case blanche g6 · Pion noir sur case blanche d5 · Dame blanche sur case noire d4 · Dame noire sur case blanche f3 · Roi noir sur case blanche b1 | Roi blanc sur case noire g7 · Pion blanc sur case blanche g6 · Pion noir sur case blanche d5 · Dame blanche sur case noire d4 · Dame noire sur case blanche f3 · Roi noir sur case blanche b1 | Roi blanc sur case noire g7 · Pion blanc sur case blanche g6 · Pion noir sur case blanche d5 · Dame blanche sur case noire d4 · Dame noire sur case blanche f3 · Roi noir sur case blanche b1 | Roi blanc sur case noire g7 · Pion blanc sur case blanche g6 · Pion noir sur case blanche d5 · Dame blanche sur case noire d4 · Dame noire sur case blanche f3 · Roi noir sur case blanche b1 | Roi blanc sur case noire g7 · Pion blanc sur case blanche g6 · Pion noir sur case blanche d5 · Dame blanche sur case noire d4 · Dame noire sur case blanche f3 · Roi noir sur case blanche b1 | Roi blanc sur case noire g7 · Pion blanc sur case blanche g6 · Pion noir sur case blanche d5 · Dame blanche sur case noire d4 · Dame noire sur case blanche f3 · Roi noir sur case blanche b1 | Roi blanc sur case noire g7 · Pion blanc sur case blanche g6 · Pion noir sur case blanche d5 · Dame blanche sur case noire d4 · Dame noire sur case blanche f3 · Roi noir sur case blanche b1 | Roi blanc sur case noire g7 · Pion blanc sur case blanche g6 · Pion noir sur case blanche d5 · Dame blanche sur case noire d4 · Dame noire sur case blanche f3 · Roi noir sur case blanche b1 | 7 |
| 6 | Roi blanc sur case noire g7 · Pion blanc sur case blanche g6 · Pion noir sur case blanche d5 · Dame blanche sur case noire d4 · Dame noire sur case blanche f3 · Roi noir sur case blanche b1 | Roi blanc sur case noire g7 · Pion blanc sur case blanche g6 · Pion noir sur case blanche d5 · Dame blanche sur case noire d4 · Dame noire sur case blanche f3 · Roi noir sur case blanche b1 | Roi blanc sur case noire g7 · Pion blanc sur case blanche g6 · Pion noir sur case blanche d5 · Dame blanche sur case noire d4 · Dame noire sur case blanche f3 · Roi noir sur case blanche b1 | Roi blanc sur case noire g7 · Pion blanc sur case blanche g6 · Pion noir sur case blanche d5 · Dame blanche sur case noire d4 · Dame noire sur case blanche f3 · Roi noir sur case blanche b1 | Roi blanc sur case noire g7 · Pion blanc sur case blanche g6 · Pion noir sur case blanche d5 · Dame blanche sur case noire d4 · Dame noire sur case blanche f3 · Roi noir sur case blanche b1 | Roi blanc sur case noire g7 · Pion blanc sur case blanche g6 · Pion noir sur case blanche d5 · Dame blanche sur case noire d4 · Dame noire sur case blanche f3 · Roi noir sur case blanche b1 | Roi blanc sur case noire g7 · Pion blanc sur case blanche g6 · Pion noir sur case blanche d5 · Dame blanche sur case noire d4 · Dame noire sur case blanche f3 · Roi noir sur case blanche b1 | Roi blanc sur case noire g7 · Pion blanc sur case blanche g6 · Pion noir sur case blanche d5 · Dame blanche sur case noire d4 · Dame noire sur case blanche f3 · Roi noir sur case blanche b1 | 6 |
| 5 | Roi blanc sur case noire g7 · Pion blanc sur case blanche g6 · Pion noir sur case blanche d5 · Dame blanche sur case noire d4 · Dame noire sur case blanche f3 · Roi noir sur case blanche b1 | Roi blanc sur case noire g7 · Pion blanc sur case blanche g6 · Pion noir sur case blanche d5 · Dame blanche sur case noire d4 · Dame noire sur case blanche f3 · Roi noir sur case blanche b1 | Roi blanc sur case noire g7 · Pion blanc sur case blanche g6 · Pion noir sur case blanche d5 · Dame blanche sur case noire d4 · Dame noire sur case blanche f3 · Roi noir sur case blanche b1 | Roi blanc sur case noire g7 · Pion blanc sur case blanche g6 · Pion noir sur case blanche d5 · Dame blanche sur case noire d4 · Dame noire sur case blanche f3 · Roi noir sur case blanche b1 | Roi blanc sur case noire g7 · Pion blanc sur case blanche g6 · Pion noir sur case blanche d5 · Dame blanche sur case noire d4 · Dame noire sur case blanche f3 · Roi noir sur case blanche b1 | Roi blanc sur case noire g7 · Pion blanc sur case blanche g6 · Pion noir sur case blanche d5 · Dame blanche sur case noire d4 · Dame noire sur case blanche f3 · Roi noir sur case blanche b1 | Roi blanc sur case noire g7 · Pion blanc sur case blanche g6 · Pion noir sur case blanche d5 · Dame blanche sur case noire d4 · Dame noire sur case blanche f3 · Roi noir sur case blanche b1 | Roi blanc sur case noire g7 · Pion blanc sur case blanche g6 · Pion noir sur case blanche d5 · Dame blanche sur case noire d4 · Dame noire sur case blanche f3 · Roi noir sur case blanche b1 | 5 |
| 4 | Roi blanc sur case noire g7 · Pion blanc sur case blanche g6 · Pion noir sur case blanche d5 · Dame blanche sur case noire d4 · Dame noire sur case blanche f3 · Roi noir sur case blanche b1 | Roi blanc sur case noire g7 · Pion blanc sur case blanche g6 · Pion noir sur case blanche d5 · Dame blanche sur case noire d4 · Dame noire sur case blanche f3 · Roi noir sur case blanche b1 | Roi blanc sur case noire g7 · Pion blanc sur case blanche g6 · Pion noir sur case blanche d5 · Dame blanche sur case noire d4 · Dame noire sur case blanche f3 · Roi noir sur case blanche b1 | Roi blanc sur case noire g7 · Pion blanc sur case blanche g6 · Pion noir sur case blanche d5 · Dame blanche sur case noire d4 · Dame noire sur case blanche f3 · Roi noir sur case blanche b1 | Roi blanc sur case noire g7 · Pion blanc sur case blanche g6 · Pion noir sur case blanche d5 · Dame blanche sur case noire d4 · Dame noire sur case blanche f3 · Roi noir sur case blanche b1 | Roi blanc sur case noire g7 · Pion blanc sur case blanche g6 · Pion noir sur case blanche d5 · Dame blanche sur case noire d4 · Dame noire sur case blanche f3 · Roi noir sur case blanche b1 | Roi blanc sur case noire g7 · Pion blanc sur case blanche g6 · Pion noir sur case blanche d5 · Dame blanche sur case noire d4 · Dame noire sur case blanche f3 · Roi noir sur case blanche b1 | Roi blanc sur case noire g7 · Pion blanc sur case blanche g6 · Pion noir sur case blanche d5 · Dame blanche sur case noire d4 · Dame noire sur case blanche f3 · Roi noir sur case blanche b1 | 4 |
| 3 | Roi blanc sur case noire g7 · Pion blanc sur case blanche g6 · Pion noir sur case blanche d5 · Dame blanche sur case noire d4 · Dame noire sur case blanche f3 · Roi noir sur case blanche b1 | Roi blanc sur case noire g7 · Pion blanc sur case blanche g6 · Pion noir sur case blanche d5 · Dame blanche sur case noire d4 · Dame noire sur case blanche f3 · Roi noir sur case blanche b1 | Roi blanc sur case noire g7 · Pion blanc sur case blanche g6 · Pion noir sur case blanche d5 · Dame blanche sur case noire d4 · Dame noire sur case blanche f3 · Roi noir sur case blanche b1 | Roi blanc sur case noire g7 · Pion blanc sur case blanche g6 · Pion noir sur case blanche d5 · Dame blanche sur case noire d4 · Dame noire sur case blanche f3 · Roi noir sur case blanche b1 | Roi blanc sur case noire g7 · Pion blanc sur case blanche g6 · Pion noir sur case blanche d5 · Dame blanche sur case noire d4 · Dame noire sur case blanche f3 · Roi noir sur case blanche b1 | Roi blanc sur case noire g7 · Pion blanc sur case blanche g6 · Pion noir sur case blanche d5 · Dame blanche sur case noire d4 · Dame noire sur case blanche f3 · Roi noir sur case blanche b1 | Roi blanc sur case noire g7 · Pion blanc sur case blanche g6 · Pion noir sur case blanche d5 · Dame blanche sur case noire d4 · Dame noire sur case blanche f3 · Roi noir sur case blanche b1 | Roi blanc sur case noire g7 · Pion blanc sur case blanche g6 · Pion noir sur case blanche d5 · Dame blanche sur case noire d4 · Dame noire sur case blanche f3 · Roi noir sur case blanche b1 | 3 |
| 2 | Roi blanc sur case noire g7 · Pion blanc sur case blanche g6 · Pion noir sur case blanche d5 · Dame blanche sur case noire d4 · Dame noire sur case blanche f3 · Roi noir sur case blanche b1 | Roi blanc sur case noire g7 · Pion blanc sur case blanche g6 · Pion noir sur case blanche d5 · Dame blanche sur case noire d4 · Dame noire sur case blanche f3 · Roi noir sur case blanche b1 | Roi blanc sur case noire g7 · Pion blanc sur case blanche g6 · Pion noir sur case blanche d5 · Dame blanche sur case noire d4 · Dame noire sur case blanche f3 · Roi noir sur case blanche b1 | Roi blanc sur case noire g7 · Pion blanc sur case blanche g6 · Pion noir sur case blanche d5 · Dame blanche sur case noire d4 · Dame noire sur case blanche f3 · Roi noir sur case blanche b1 | Roi blanc sur case noire g7 · Pion blanc sur case blanche g6 · Pion noir sur case blanche d5 · Dame blanche sur case noire d4 · Dame noire sur case blanche f3 · Roi noir sur case blanche b1 | Roi blanc sur case noire g7 · Pion blanc sur case blanche g6 · Pion noir sur case blanche d5 · Dame blanche sur case noire d4 · Dame noire sur case blanche f3 · Roi noir sur case blanche b1 | Roi blanc sur case noire g7 · Pion blanc sur case blanche g6 · Pion noir sur case blanche d5 · Dame blanche sur case noire d4 · Dame noire sur case blanche f3 · Roi noir sur case blanche b1 | Roi blanc sur case noire g7 · Pion blanc sur case blanche g6 · Pion noir sur case blanche d5 · Dame blanche sur case noire d4 · Dame noire sur case blanche f3 · Roi noir sur case blanche b1 | 2 |
| 1 | Roi blanc sur case noire g7 · Pion blanc sur case blanche g6 · Pion noir sur case blanche d5 · Dame blanche sur case noire d4 · Dame noire sur case blanche f3 · Roi noir sur case blanche b1 | Roi blanc sur case noire g7 · Pion blanc sur case blanche g6 · Pion noir sur case blanche d5 · Dame blanche sur case noire d4 · Dame noire sur case blanche f3 · Roi noir sur case blanche b1 | Roi blanc sur case noire g7 · Pion blanc sur case blanche g6 · Pion noir sur case blanche d5 · Dame blanche sur case noire d4 · Dame noire sur case blanche f3 · Roi noir sur case blanche b1 | Roi blanc sur case noire g7 · Pion blanc sur case blanche g6 · Pion noir sur case blanche d5 · Dame blanche sur case noire d4 · Dame noire sur case blanche f3 · Roi noir sur case blanche b1 | Roi blanc sur case noire g7 · Pion blanc sur case blanche g6 · Pion noir sur case blanche d5 · Dame blanche sur case noire d4 · Dame noire sur case blanche f3 · Roi noir sur case blanche b1 | Roi blanc sur case noire g7 · Pion blanc sur case blanche g6 · Pion noir sur case blanche d5 · Dame blanche sur case noire d4 · Dame noire sur case blanche f3 · Roi noir sur case blanche b1 | Roi blanc sur case noire g7 · Pion blanc sur case blanche g6 · Pion noir sur case blanche d5 · Dame blanche sur case noire d4 · Dame noire sur case blanche f3 · Roi noir sur case blanche b1 | Roi blanc sur case noire g7 · Pion blanc sur case blanche g6 · Pion noir sur case blanche d5 · Dame blanche sur case noire d4 · Dame noire sur case blanche f3 · Roi noir sur case blanche b1 | 1 |
|   | a | b | c | d | e | f | g | h |   |

Les bases de données de finales se firent connaître en 1999, lorsque le grand maître et champion du monde d'échecs Garry Kasparov joua une partie contre le « reste du monde » en consultation sur Internet[réf. souhaitée].
L'analyse de Kasparov conclut à un gain inévitable des Blancs (donc lui), comme le démontrèrent les tables de Nalimov après le 58e coup des Blancs (58. g6) : avec un jeu parfait, les Noirs perdent en 79 coups, tout en respectant la règle des 50 coups[réf. souhaitée].

## Logiciels d'étude de finale
- Freezer (Eiko Bleicher)
- Shredder classic : Oracle et Jocker analyse
- FinalGen (générateur de bases de finale)
- Hoffman